# Odontomachus unispinosus
Odontomachus unispinosus är en myrart som först beskrevs av Fabricius 1793.  Odontomachus unispinosus ingår i släktet Odontomachus och familjen myror. Inga underarter finns listade i Catalogue of Life.